# بول كوران
بول كوران (بالإنجليزية: Paul Curran)‏ هو راقص باليه ومخرج بريطاني، ولد في 2 سبتمبر 1964 في غلاسكو في المملكة المتحدة.